# Stanton, Iowa
Stanton  är en stad i Montgomery County i delstaten Iowa i USA. Staden har cirka 696 invånare och är en så kallad "svenskbygd". Stanton bosattes först av svenska migranter. Stanton är mest känd för sina två vattentorn, de två tankarna i tornen är målade som stora kaffekannor och koppar.  Dessa brukar i folkmun kallas "the largest Swedish coffee pot in the world".